# Mosaic muntanyenc de boscos i pastures d'Angola
El mosaic muntanyenc de boscos i pastures d'Angola és una ecoregió situada al costat interior orientada a l'est del cinturó de muntanyes que es troba paral·lela a la costa d'Angola, 50-100 km cap a l'interior.

## Ubicació i descripció
Aquestes pistes interiors estan cobertes majoritàriament amb pastures i sabana. Antigament el bosc va cobrir una àrea molt més gran, però avui dia només hi sobreviuen pegats, principalment als barrancs profunds i als pics més alts a les províncies de Huambo i Kwanza-Sud, com el Morro do Moco, i a la Serra da Chela a Huíla.
La zona té un estiu humit i una mica de boira i precipitacions durant tot l'any perquè l'aigua és bastant abundant, encara que en l'estació seca es pot obtenir en alguns llocs només per l'excavació en el llit de sorra dels rius.

## Flora
Els incendis són habituals durant l'estació seca i les herbes seques es cremen i després es renoven. Els arbres no són tan vulnerables als incendis. La flora del bosc té similituds amb altres cadenes muntanyoses que s'estenen arreu d'Àfrica. Les plantes a la zona interior inclouen arbustos com Erica, arbust de sucre (Protea) i Cliffortia, i herbes com Themeda triandra, Tristachyas, Hyparrhenias, Festuca, i Monocymbium.

## Fauna
La fauna inclou un nombre d'espècies d'aus única de les terres altes, com ara Batis margaritae, francolí de Swierstra (Francolinus swierstra), cossifa angolesa (Xenocopsychus ansorgei) Pternistis griseostriatus (Francolinus griseostriatus) i papamosques angolès (Dioptrornis brunneus). Algunes d'aquestes espècies tenen parents propers en altres boscos del continent, més indicis que aquests boscos antigament van ser molt més estesos. Els turons eren la llar de grans mamífers com zebres i antílops fins fa poc.

## Amenaces
Les terres altes són una de les parts més densament poblades d'Angola per la qual cosa el bosc és vulnerable a l'autorització per a l'explotació forestal, mentre que algunes pastures, excepte quan són molt pantanoses, s'està buidant per a l'agricultura. A més les muntanyes han estat escenari de molts conflictes i pobresa durant la Guerra Civil angolesa i, com a conseqüència la vida silvestre ha estat poc estudiada o protegida. La principal ciutat de la regió és Huambo.